# Grote Zweefmolen
Grote Zweefmolen is een attractie in het Nederlandse attractiepark de Efteling gelegen op het Anton Pieckplein.

## Geschiedenis
De draaimolen werd op 25 januari 1977 aangekocht door de Efteling en is gebouwd ongeveer in 1900. De attractie werd gerenoveerd naar ontwerp van Ton van de Ven en opende eind 1977.
In 1989 werd de draaimolen verplaatst wegens de komst van Lavenlaar. 
In 2003 is de molen iets verder verplaatst dan zijn normale locatie wegens de herindeling van het plein in 2003.
In 2020 werd de molen volledig afgebroken en nieuw aangekocht bij Vermolen-Giezen. Op 19 november 2020 opende de nieuwe zweefmolen tegelijk met Winter Efteling dat jaar. 
Lijst van attracties in de Efteling · Lijst van sprookjes in de Efteling · Afbeeldingen